# Соловецкий (остров)
Солове́цкий или Большо́й Солове́цкий — остров в составе архипелага Соловецкие острова. Является самым большим по площади островом архипелага. Административно входит в Соловецкое сельское поселение Приморского района Архангельской области России. Высшая точка — 80,7 метров — расположена в центре северной части острова.

## Гидрография острова
Остров сильно заболочен и заозёрен. С севера в него врезается губа Сосновая, а с востока губа Долгая. Крупнейшие озёра: Большое Красное, Большое Ягодное, Большое Остричье, Большое Гремячье, Большое Лобское.

## Флора
Остров покрыт хвойными и широколиственными лесами, в частности произрастает ель и берёза. Согласно житию Савватия Соловецкого, в XV веке остров был покрыт сосновыми лесами и славился лесными ягодами. Свободные от леса участки в основном находятся у прибрежных районов.

## Население
До основания Соловецкого монастыря в XV веке остров считался необитаемым. Крупнейший населённый пункт на острове — посёлок Соловецкий. Он расположен на берегу Соловецкого залива в центральной западной части острова.

## Окружающая акватория
Остров находится на юго-западе Белого моря и с запада отделён от основной части суши проливом Западная Соловецкая Салма. Соловецкий окружён множеством малых островов и четырьмя относительно крупными: Анзерский (отделён проливом Анзерская Салма), Большая Муксалма, Большой Заяцкий, Малый Заяцкий. Малые острова: Сенные Луды, острова Топы, Малая Муксалма.